# HMS Nelson (28)
HMS Nelson var det första fartyget i sin klass av två slagskepp som byggdes för Royal Navy på 1920-talet. De var de första slagskeppen som byggdes för att uppfylla begränsningarna i Washingtonfördraget från 1922. Fartyget togs i tjänst 1927 och tillbringade sin karriär i fredstid i Atlant- och Hemmaflottan, vanligtvis som flottans flaggskepp. Under andra världskrigets tidiga skede sökte hon efter tyska örlogsfartyg och eskorterade konvojer i Atlanten.
I mitten av 1941 eskorterade Nelson flera konvojer till Malta innan hon torpederades i september. Efter reparationer stödde hon den brittiska invasionen av franska Algeriet under Operation Torch i slutet av 1942. Fartyget skyddade invasionerna av Sicilien (Operation Husky) och Italien (Operation Avalanche) i mitten av 1943 och besköt kustförsvaret under Operation Baytown. Under landstigningarna i Normandie i juni 1944 gav Nelson eldunderstöd innan hon skadades av en mina och tillbringade resten av året under reparation. Fartyget överfördes till Östra flottan i mitten av 1945 och återvände hem några månader efter den japanska kapitulationen i september för att tjäna som flaggskepp för Hemmaflottan. Hon blev ett skolfartyg i början av 1946 och placerades i reserv i slutet av 1947. Nelson skrotades två år senare efter att ha använts som mål för bombtester.

## Bakgrund

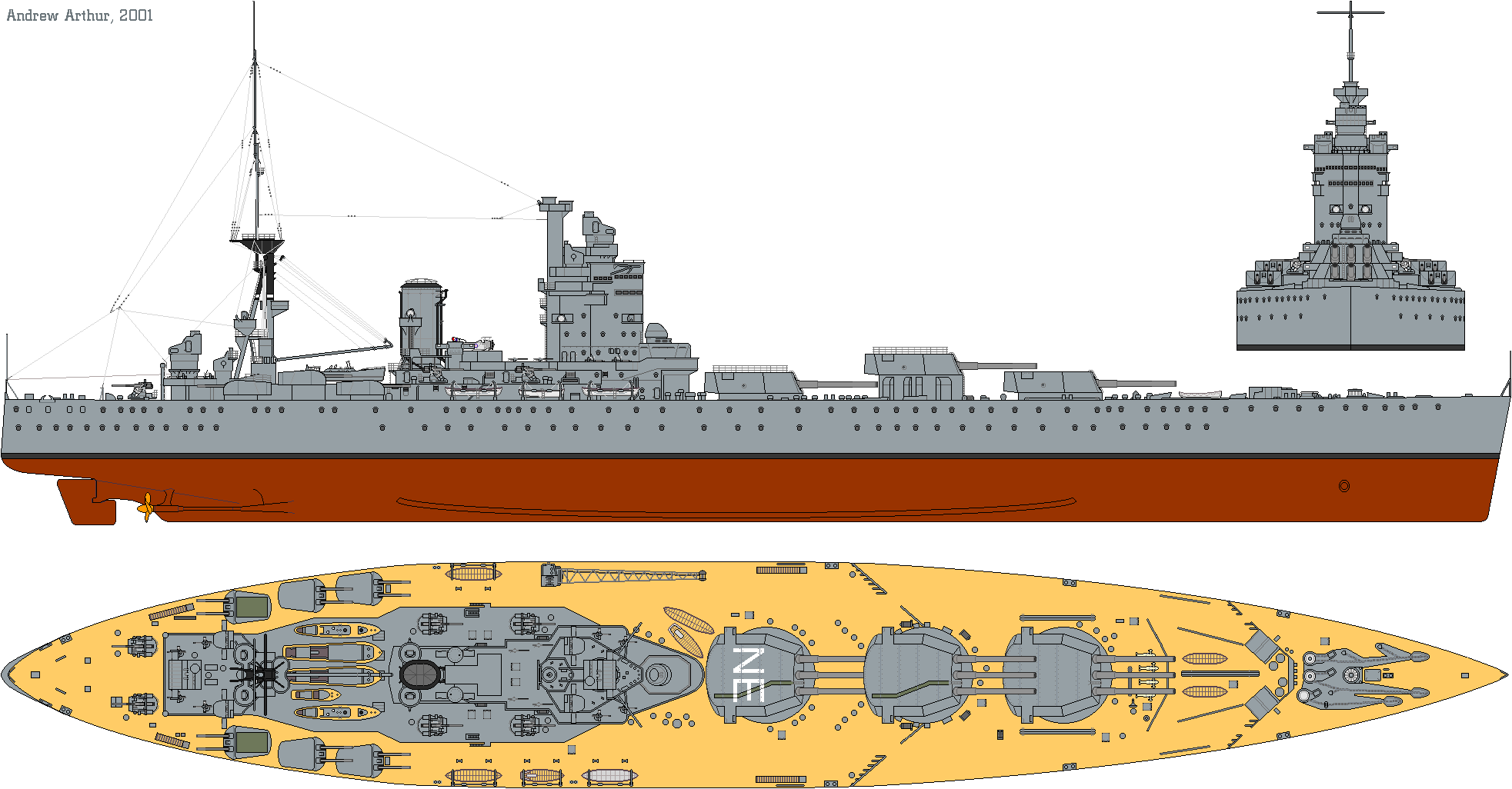
Profilritning som visar Nelson innan senare ombyggnader

Nelson-klassen var i huvudsak en mindre och långsammare slagskeppsversion av slagkryssarna i G3-klassen som hade avbeställts på grund av att den hade överskridit begränsningarna i Washingtonavtalet från 1922. Konstruktionen, som hade godkänts sex månader efter det att fördraget undertecknats, hade en huvudbeväpning med 40,6 cm kanoner för att matcha eldkraften hos den amerikanska Colorado- och den japanska Nagato-klassen i ett fartyg med ett deplacement på högst 36 000 ton.
Nelson hade en total längd på 216,4 meter, en bredd på 32,3 meter och ett djupgående på 9,2 meter vid standardlast. Hennes deplacement var 33 800 ton vid standardlast och 38 390 ton vid fullast. Hennes besättning bestod av 1 361 officerare och sjömän när hon tjänstgjorde som flaggskepp men annars 1 314. Fartyget drevs av två uppsättningar växlade Brown-Curtis ångturbiner, som var och en drev en axel, med hjälp av ånga från åtta Admiralty 3-drums pannor. Turbinerna var dimensionerade till 45 000 axelhästkrafter (34 000 kW) och var avsedda att ge fartyget en maximal hastighet på 23 knop. Under sina sjötester den 26 maj 1927 nådde Nelson en toppfart på 23,6 knop (43,7 km/h). Fartyget hade tillräckligt med bränsle för att ha en räckvidd på 7 000 nautiska mil (13 000 km) vid en marschfart på 16 knop (30 km/h).

### Bestyckning

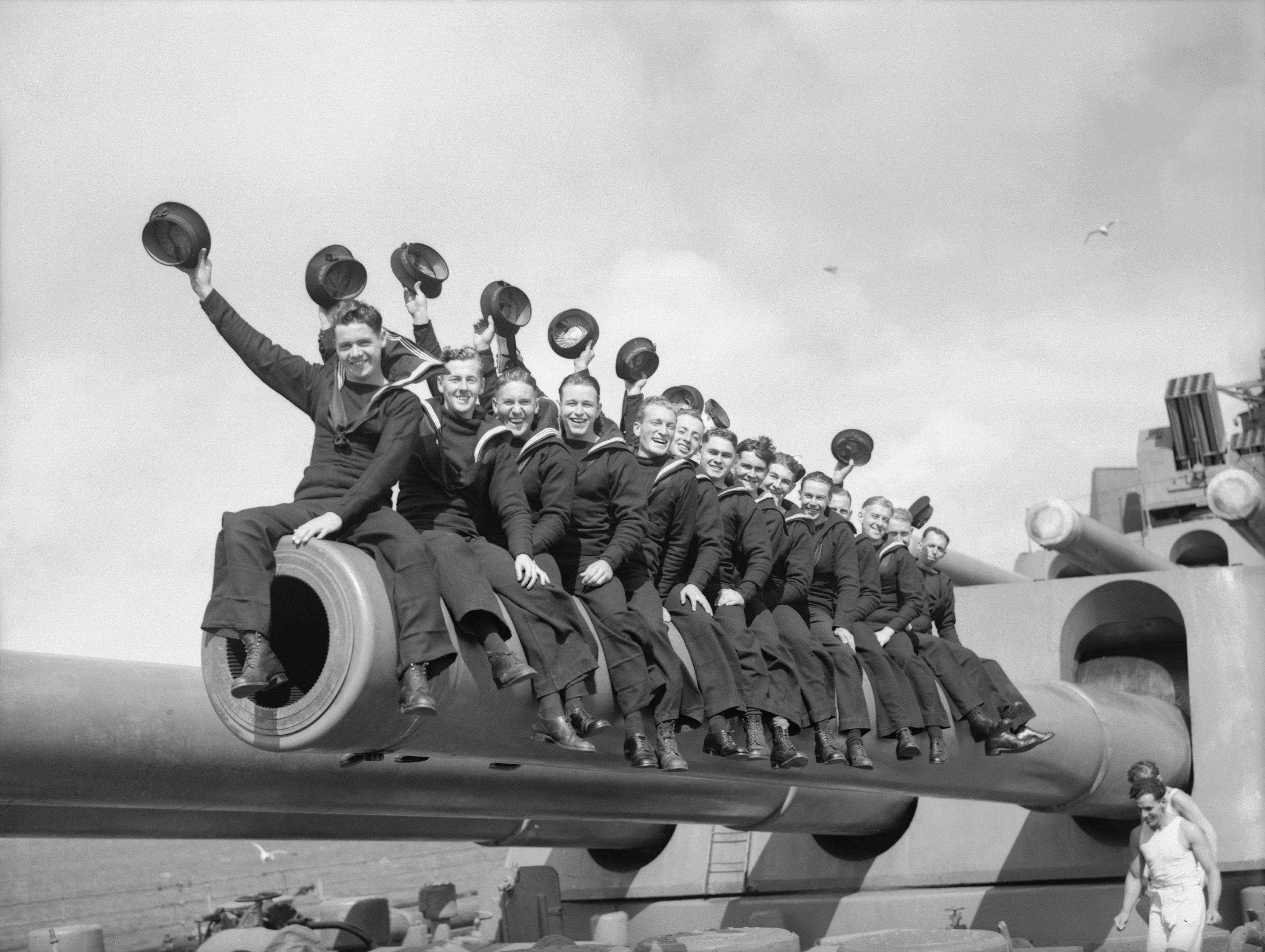
Sjömän från South African Royal Naval Volunteer Reserve sitter på en av Nelsons 406 mm kanoner under andra världskriget

Nelson-klassens huvudartilleri bestod av nio 40,6 cm kanoner i tre torn framför överbyggnaden. De benämndes A, B och C framifrån, och av de var B-tornet monterat högre upp jämfört med de andra. Deras sekundära beväpning bestod av ett dussin dubbelmonterade BL 6-tums 15,2 cm Mk XXII-kanoner i kanontorn akter om överbyggnaden, tre torn på varje sida. Deras luftvärn bestod av sex snabbskjutande 12 cm Mk VIII-allmålskanoner i öppna enkelmontage och åtta 40-millimeters "pom-pom" luftvärnskanoner i enkelmontage. Fartygen var utrustade med två nedsänkta 62,2 cm torpedtuber, en på varje sida.

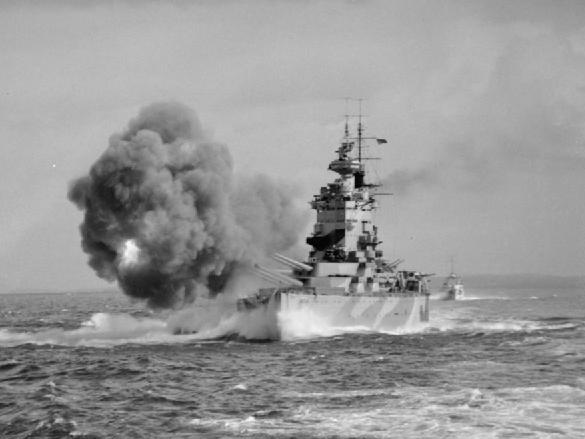
Nelson avfyrar sina 406 mm kanoner under en övning

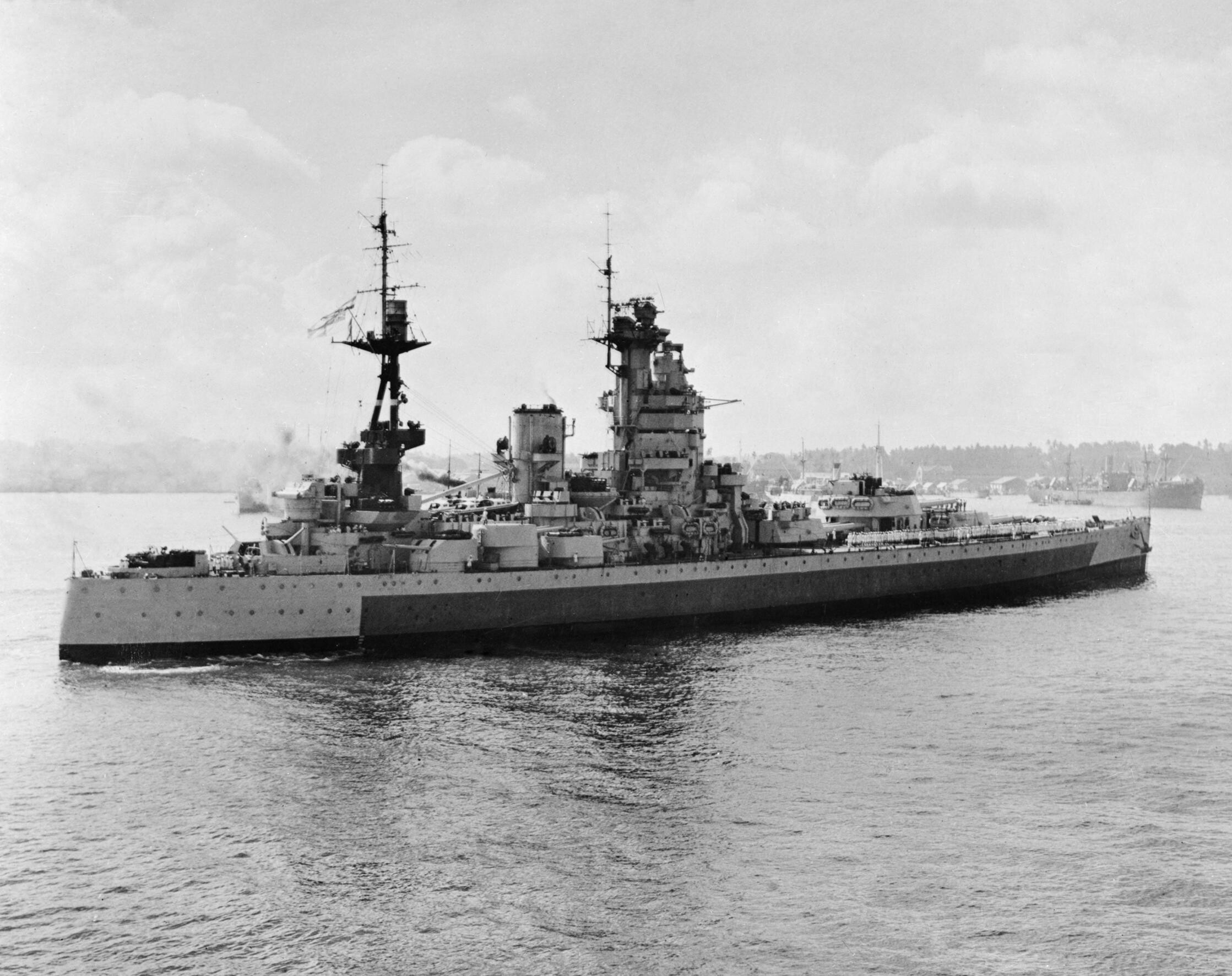
Nelson 1945

### Modifieringar
I mars 1934 avlägsnades de enkelmonterade 40 mm kanonerna och ersattes av ett oktupel-monterat 40 mm "pom-pom"-fäste på styrbord sida av skorstenen. Under 1934-1935 utrustades Nelson med ett par fyrdubbla fästen för Vickers 12,7 mm kulsprutor som placerades på den främre överbyggnaden. Fartyget utrustades också med en kran för att hantera en Supermarine Seagull flygbåt. Någon gång 1936-1937 monterades "pom-pom" luftvärnskanoner på babord. Dessutom monterades kanonsköldar på 12 cm kanonerna, men de togs bort i mars 1938.
När Nelson reparerades i januari-augusti 1940 efter att ha skadats av en mina i december 1939, installerades ett tre oktupel-monterade 40 mm "pom-pom"-fästen. Hon utrustades också med en typ 279 radar. Kanonsköldar återinstallerades på 12 cm kanonerna och ett par av fyra fästen för 17,8 cm UP-luftvärnsraketer monterades på taket på B- och C-tornen. Dessa ändringar ökade besättningen till 1 452 personer.
Under reparationerna efter att ha blivit torpederad i oktober 1941 fick Nelson sina torpedtuber och UP-raketfästen borttagna och ett oktupelt 40 mm "pom-pom"-fäste installerades på taket på B-tornet. Ett par 20-millimeters Oerlikon automatkanoner installerades på taket på C-tornet och ytterligare elva monterades på olika ställen på överbyggnaden; alla i enkelmontage. Ytterligare en Oerlikon automatkanon lades till på taket på "C"-tornet under en ombyggnad i september-oktober 1942. Vickers kulsprutorna togs bort och 26 enkelmonterade Oerlikon-kanoner lades till i maj-juni 1943; fem av dem var monterade på taket på C-tornet och de övriga var monterade på däcket eller överbyggnaden.
Under ombyggnaden i USA i slutet av 1944 för att förbereda henne för operationer i Stilla havet utökades hennes luftvärn med ytterligare 21 Oerlikon-kanoner till totalt 61 eldrör. Två fyrdubbla fästen för 40 mm Bofors luftvärnskanoner monterades också.

## Konstruktion och tjänstgöring
HMS Nelson, uppkallad efter viceamiral Horatio Nelson, var det tredje fartyget med samma namn som tjänstgjorde i Royal Navy. Hon kölsträcktes den 28 december 1922 som en del av 1922 års flottprogram vid Armstrong Whitworths Low Walkers varv i North Tyneside, Newcastle upon Tyne och sjösattes den 3 september 1925. Efter att ha slutfört sina preliminära sjötester togs hon i bruk den 15 augusti 1927 till en kostnad av 7 504 055 pund. Fartygen i Nelson-klassen fick flera smeknamn: Nelsol och Rodnol efter Royal Fleet Auxiliary tankfartyg med en framträdande midskepps överbyggnad och namn som slutar på "ol", och The Queen's Mansions efter en likhet mellan hennes överbyggnad och bostadshuset Queen Anne's Mansions. Nelsons tester återupptogs efter att hon formellt tagits i bruk och fortsatte i oktober; fartyget togs i tjänst den 21 oktober som flaggskepp för Atlantflottan (omdöpt till Hemflottan i mars 1932) och förblev så, bortsett från ombyggnader eller reparationer, fram till den 1 april 1941. Prins George, hertig av Kent, fjärde sonen till kung George V och drottning Mary, tjänstgjorde ombord på henne som löjtnant i amiralens stab tills han förflyttades till HMS Durban 1928.
Den 29 mars 1931 kolliderade hon med fartyget SS West Wales från Cardiff i Wales i dimma utanför Cape Gilano i Spanien, men inget av fartygen skadades allvarligt. Nelsons skador reparerades i juli. I mitten av september deltog Nelsons besättning i Invergordon-myteriet när de vägrade order att gå till sjöss för en övning, även om de gav efter efter flera dagar när amiralitetet mildrade de lönesänkningar som föranledde myteriet. Den 12 januari 1934 gick hon på grund på Hamiltons Shoal, strax utanför Southsea, när hon var på väg att lämna Storbritannien för en vårkryssning i Västindien med Hemmaflottan. Den efterföljande utredningen fann ingen av fartygets officerare skyldiga och tillskrev händelsen till hennes dåliga hantering vid låg fart. Nelson deltog i flottuppvisningen på kung George V:s silver jubileum i Spithead den 16 juli 1935 och därefter i kung George VI:s krönings-flottrevy den 20 maj 1937. Efter en långvarig ombyggnad senare samma år besökte fartyget Lissabon i Portugal tillsammans med systerfartyget Rodney i februari 1938.

### Andra världskriget
När Storbritannien förklarade krig mot Tyskland den 3 september 1939 patrullerade Nelson och huvuddelen av Hemmaflottan utan framgång i vattnen mellan Island, Norge och Skottland efter tyska blockadlöpare och gjorde sedan samma sak utanför den norska kusten mellan den 6 och 10 september. Den 25-26 september hjälpte hon till att skydda bärgnings- och räddningsinsatser av den skadade ubåten HMS Spearfish. En månad senare skyddade fartyget en järnmalmskonvoj från Narvik i Norge. Den 30 oktober attackerades Nelson av den tyska ubåten U-56 nära Orkneyöarna och träffades av två av de tre torpederna som avfyrades på ett avstånd av 800 meter, varav ingen exploderade. Efter att hjälpkryssaren Rawalpindi sänkts utanför Islands kust den 23 november av de tyska slagskeppen Scharnhorst och Gneisenau deltog Nelson och Rodney i den fruktlösa jakten på dem. Den 4 december 1939 skadades hon en av magnetisk mina (utplacerad av U-31) vid farleden till Loch Ewe på den skotska kusten och var under reparation på HM Dockyard, Portsmouth fram till augusti 1940. Minan skapade ett 3,0 x 1,8 meter stort hål i skrovet framför A-tornet, vilket översvämmade torpedutrymmet och några intilliggande utrymmen. Ingen dödades, men 74 sjömän sårades.

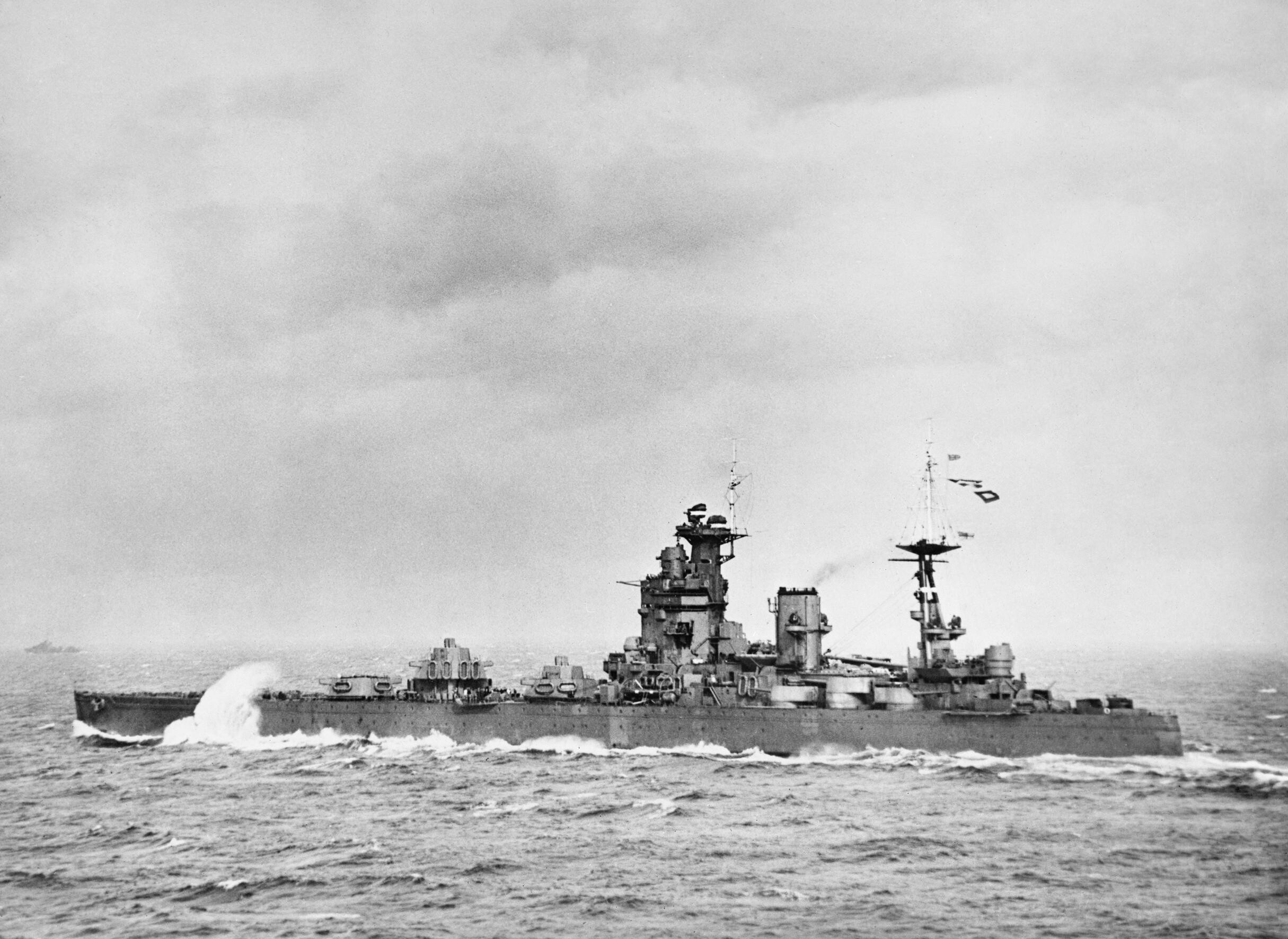
Nelson i Firth of Forth i september 1940. Luftvärnsraketerna kan ses på två av huvudkanontornen

När Nelson, Rodney och slagkryssaren Hood återvände till tjänstgöring i augusti förflyttades de från Scapa Flow till Rosyth i Skottland i händelse av en invasion. När amiralitetet mottog signalen från den beväpnade hjälpkryssaren Jervis Bay om att hon var attackerad av den tyska tunga kryssaren Admiral Scheer den 5 november, sattes Nelson och Rodney in för att blockera gapet mellan Island och Färöarna, även om Admiral Scheer därefter begav sig till Sydatlanten. När amiralitetet fick veta att Gneisenau och Scharnhorst försökte bryta sig ut i Nordatlanten, beordrades Nelson, Rodney och slagkryssaren Renown den 25 januari 1941 att segla till området söder om Island för att hitta dem. Efter att ha upptäckt ett par brittiska kryssare den 28 januari vände de tyska fartygen bort och de förföljdes inte.
Efter slaget vid Danmarksundet den 24 maj upptäcktes det tyska slagskeppet Bismarck två dagar senare på väg mot Frankrike och Nelson och hangarfartyget Eagle fick order om att delta i jakten från sin position norr om Freetown. Bismarck sänktes dock dagen därpå långt innan Nelson och hennes följeslagare kunde nå henne. Den 1 juni fick slagskeppet i uppdrag att eskortera konvoj SL.75 till Storbritannien. Efter att det tyska trängfartyget Gonzenheim lyckades undkomma hjälpkryssaren Esperance Bay den 4 juni, avdelades Nelson för att sänka det tyska fartyget, som borrades i sank av sin besättning när de såg att Nelson närmade sig senare samma dag. Efter att ha anlänt till Storbritannien anslöt sig fartyget till Hemmaflottan.

#### Medelhavet
Den 11 juli fick fartyget i uppdrag att eskortera konvoj WS.9C som bestod av transportfartyg som skulle passera in i Medelhavet för att leverera trupper och förnödenheter till Malta. När de passerat Gibraltar utsågs eskorterna till Styrka X ("Force X") och de skulle förstärkas av Styrka H när de befann sig i västra Medelhavet. Fartygen gick in i Medelhavet natten mellan den 20 och 21 juli och de attackerades av italienska flygplan från och med morgonen den 23 juli. Nelson attackerades inte och anslöt sig till Styrka H senare samma dag när transportfartygen och deras eskort fortsatte framåt mot Malta. Kryssarna från Styrka X anslöt sig till dem igen två dagar senare och den kombinerade styrkan återkom till Gibraltar den 27 juli. Mellan 31 juli-4 augusti tillhandahöll Styrka H distansskydd till en annan konvoj till Malta (Operation Style). Några veckor senare deltog fartyget i Operation Mincemeat, under vilken Styrka H eskorterade ett minfartyg till Livorno för att lägga ut sina minor medan HMS Ark Royals flygplan attackerade norra Sardinien som en avledningsmanöver. Den 13 september eskorterade Styrka H Ark Royal och hangarfartyget Furious in i västra Medelhavet där de leverade 45 Hawker Hurricane-jaktplan till Malta.
Som en del av en avledningsmanöver för Operation Halberd, ett annat uppdrag för att transportera trupper och förnödenheter till Malta, som inleddes den 24 september, utsåg amiral Somerville Rodney till flaggskepp medan Nelson och några eskorterande jagare lämnade Gibraltar i västlig riktning som om det förstnämnda fartyget hade avlöst det sistnämnda. Rodney och resten av Styrka H seglade österut medan Nelson och hennes eskortfartyg anslöt sig till huvudgruppen under natten. Britterna upptäcktes följande morgon och attackerades av flygplan från Regia Aeronautica (Kungliga italienska flygvapnet) nästa dag. Ett Savoia-Marchetti SM.84-torpedflygplan släppte en torped på ett avstånd av 410 meter. Den orsakade ett 9,1 x 4,6 meter stort hål i fören, förstörde torpedutrymmet och orsakade en omfattande översvämning. Trots att hon var 2,4 meter lägre i fören och slutligen begränsad till en hastighet på 12 knop (22 km/h) för att minska trycket på de vattentäta skotten, stannade Nelson kvar i flottan så att italienarna inte skulle få veta att hon hade skadats. Efter nödreparationer i Gibraltar fortsatte fartyget till Rosyth där det reparerades fram till maj 1942.
Nelson tilldelades den Östra flottan efter att ha avslutat reparationerna och lämnade Rosyth den 31 maj och eskorterade konvoj WS.19P från Clyde till Freetown och konvojen WS.19PF till Durban i Sydafrika. Hon återkallades den 26 juni för att delta i Operation Pedestal, för att transportera förnödenheter till Malta. Hon nådde Scapa Flow exakt en månad senare och blev dagen därpå flaggskepp för viceamiral Edward Syfret, chef för operationen. Konvojen lämnade Clyde den 3 augusti och genomförde övningar innan den passerade Gibraltarsundet natten mellan den 9 och 10 augusti. Konvojen upptäcktes senare på morgonen och axelmakternas attacker inleddes följande dag med att hangarfartyget Eagle sänktes av en tysk ubåt. Trots upprepade attacker från axelmakternas flygplan och ubåtar skadades Nelson inte innan konvojens huvudfartyg vände tillbaka innan de nådde Skerki Banks mellan Sicilien och Tunisien sent på dagen den 12 augusti. Fartyget återvände därefter till Scapa Flow.

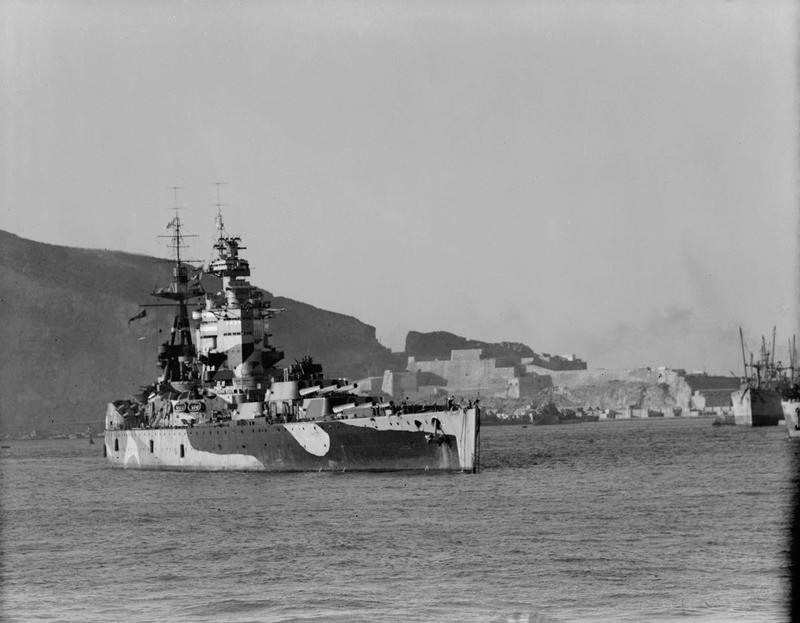
Nelson i Mers-el-Kebir, franska Algeriet, den 20 november 1942

I oktober överfördes hon till Styrka H för att stödja Operation Torch och lämnade den 30:e Scapa Flow och anlände till Gibraltar den 6 november. Två dagar senare gav Styrka H distansskydd mot eventuella störningar från Regia Marina för invasionsstyrkorna i Medelhavet när de påbörjade sina landstigningar. Styrka H skyddade en truppkonvoj från Gibraltar till Alger i franska Algeriet i januari 1943. Syfret utsåg tillfälligt Nelson till flaggskepp i maj när Nelson återvände till Scapa Flow för att träna inför Operation Husky, invasionen av Sicilien. Fartyget lämnade Scapa den 17 juni och anlände till Gibraltar den 23 juni.

#### 1943–1949
Den 9 juli möttes Styrka H, med Nelson, Rodney och hangarfartyget Indomitable, i Sirtebukten med slagskeppen Warspite, Valiant och hangarfartyget Formidable som kom från Alexandria i Egypten för att skapa en eskortstyrka för invasionen. Följande dag började de patrullera i Joniska havet för att avskräcka alla försök från Regia Marina att störa landstigningen på Sicilien. Den 31 augusti besköt Nelson och Rodney kustartilleri mellan Reggio di Calabria och Pesaro som förberedelse för Operation Baytown, landstigningen på Kalabrien i Italien. Systerfartygen skyddade landstigningen vid Salerno (Operation Avalanche) den 9 september. Det italienska vapenstilleståndet undertecknades av general Dwight Eisenhower och marskalk Pietro Badoglio ombord på fartyget den 29 september.

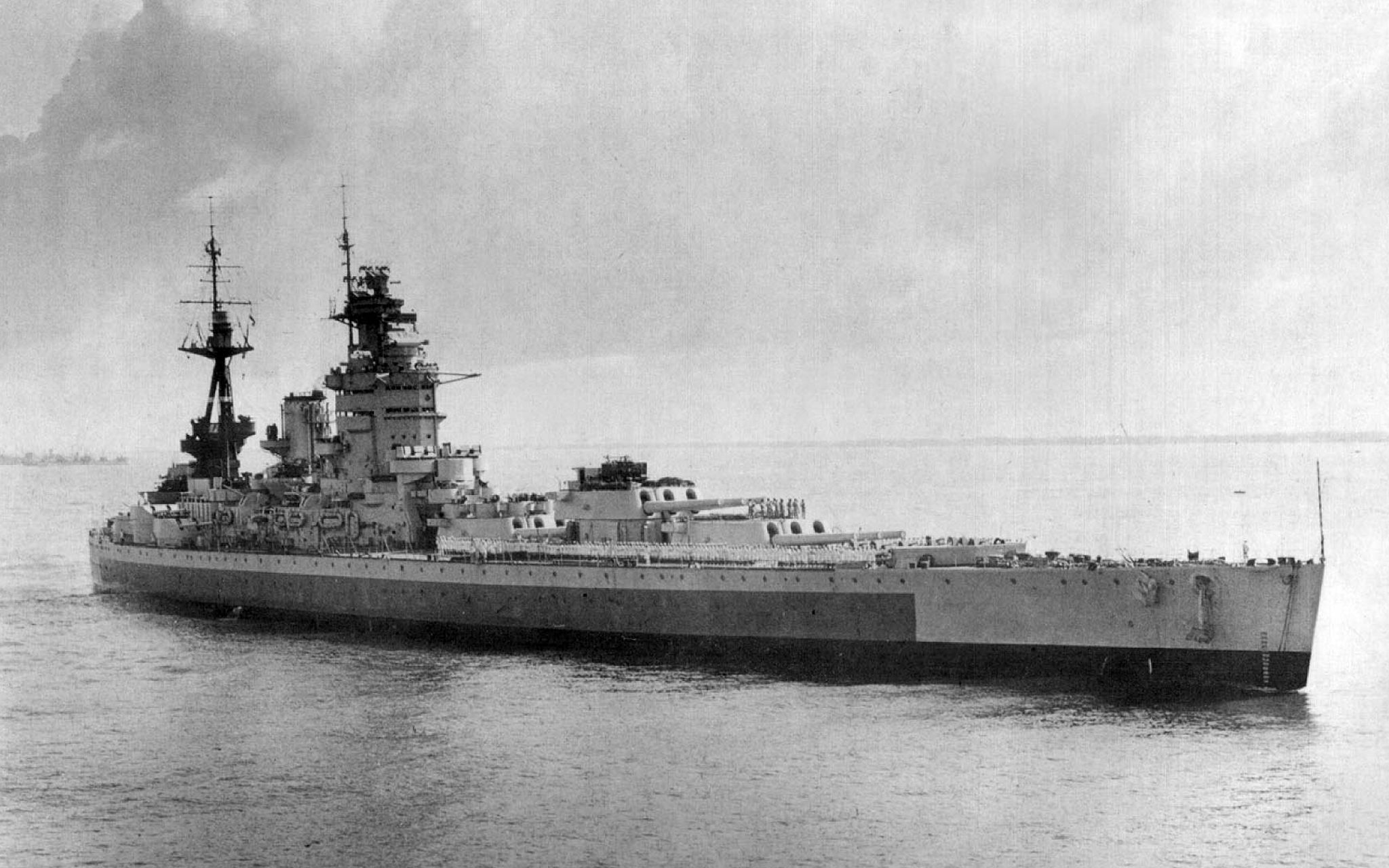
Nelson, 1945

Nelson lämnade Gibraltar den 31 oktober för  att segla till England för att återförenas med Hemmaflottan. Hon gav eldunderstöd under landstigningen i Normandie i juni 1944, men skadades svårt av två minor den 18 juni. Fartyget reparerades tillfälligt i Portsmouth och skickades den 22 juni till Philadelphia Naval Shipyard i USA för reparation. Hon återvände till Storbritannien i januari 1945 och tilldelades sedan den Östra flottan och seglade till Colombo, Ceylon, den 9 juli. Fartyget blev flottans flaggskepp tre dagar senare. Nelson befann sig på Malackahalvön västra kust i tre månader och deltog i Operation Livery. De japanska styrkorna där kapitulerade formellt ombord på henne i George Town, Penang, den 2 september 1945. Tio dagar senare var fartyget med när de japanska styrkorna i hela Sydostasien kapitulerade i Singapore.
Nelson avlöstes som flaggskepp den 20 september och seglade hemåt den 13 oktober. Hon anlände till Portsmouth den 17 november och blev Hemmaflottans flaggskepp en vecka senare. King George V ersatte henne som flaggskepp den 9 april 1946 och Nelson blev ett utbildningsfartyg i juli. När träningsskvadronen bildades den 14 augusti blev fartyget flaggskepp för den konteramiral som förde befälet över skvadronen. Hon avlöstes som flaggskepp av slagskeppet Anson i oktober. Nelson skadades lindrigt vid en kollision med ubåten Sceptre i Portland den 15 april 1947. Fartyget placerades i reserv den 20 oktober 1947 i Rosyth och listades för avyttring den 19 maj 1948. Från den 4 juni till den 23 september användes hon som målfartyg för pansarbrytande flygbomber på 910 kg för att utvärdera deras förmåga att tränga igenom fartygets pansardäck. Nelson överlämnades till British Iron & Steel Corporation den 5 januari 1949 och tilldelades Thos W. Ward för skrotning. Fartyget anlände till Inverkeithing den 15 mars för att påbörja arbetet.